# Mastinomorphus piceipennis
Mastinomorphus piceipennis is een keversoort uit de familie Phengodidae. De wetenschappelijke naam van de soort is voor het eerst geldig gepubliceerd in 1929 door Pic.